# گمینا ویلکوواز
گمینا ویلکوواز (به لهستانی:  Gmina Wilkołaz) یک گمینا در لهستان است که در شهرستان کراشنگک واقع شده‌است. گمینا ویلکوواز ۸۱٫۸۶ کیلومتر مربع مساحت و ۵٬۵۲۳ نفر جمعیت دارد.